# 129882 Ustica
129882 Ustica è un asteroide della fascia principale. Scoperto nel 1999, presenta un'orbita caratterizzata da un semiasse maggiore pari a 2,3922981 UA e da un'eccentricità di 0,1726778, inclinata di 0,73625° rispetto all'eclittica.
L'asteroide è dedicato all'isola siciliana di Ustica.